# Bird (film)
Bird – amerykański film biograficzny z 1988 roku przedstawiający losy jazzowego muzyka Charliego Parkera.

## Główne role
- Forest Whitaker – Charlie „Bird” Parker
- Diane Venora – Chan Parker
- Michael Zelniker – Red Rodney
- Samuel E. Wright – Dizzy Gillespie
- Keith David – Buster Franklin
- Michael McGuire – Brewster
- James Handy – Esteves